# Irish Open 1984
Die Irish Open 1984 waren die 71. Austragung dieser internationalen Meisterschaften von Irland im Badminton. Sie fanden am 17. und 18. Februar 1984 statt.

## Finalergebnisse
| Disziplin    | Sieger                           | Finalist                      | Ergebnis            |
| ------------ | -------------------------------- | ----------------------------- | ------------------- |
| Herreneinzel | Kevin Jolly                      | Darren Hall                   | 15-3, 15-3          |
| Dameneinzel  | Sally Podger                     | Alison Fulton                 | 11-2, 11-2          |
| Herrendoppel | Dipak Tailor Chris Dobson        | Kevin Jolly Darren Hall       | 15-10, 15-12        |
| Damendoppel  | Sally Podger Barbara Sutton      | Alison Fulton Barbara Beckett | 15-10, 14-18, 17-14 |
| Mixed        | Billy Gilliland Christine Heatly | Dipak Tailor Barbara Sutton   | 15-9, 6-15, 15-12   |